# Casa memorial de la Mare Teresa
La Casa memorial de la Mare Teresa (en macedònic: Спомен-куќа на Мајка Тереза) està dedicada a l'activista humanitària catòlica i guanyadora del Premi Nobel la Mare Teresa de Calcuta. Es troba a la seva ciutat natal, Skopje, a Macedònia del Nord. La casa memorial va ser construïda al popular carrer Macedònia al municipi de Centar, en la mateixa ubicació de l'Església Catòlica Sagrat Cor de Jesús, on la Mare Teresa va ser batejada. Es troba just a l'est del Palau Ristiḱ i la plaça Macedònia. En les primeres tres setmanes, la casa memorial va ser visitada per 12.000 persones.